# Henrietta A. Bingham
Henrietta A. Bingham (nascida Burrington; Vermont, 29 de dezembro de 1841 – Wisconsin, 18 de fevereiro de 1877) foi uma escritora, editora e preceptora americana do século XIX. Ela sucedeu Phebe Ann Coffin Hanaford como editora do Ladies' Repository e Myrtle, e foi a última editora do Ladies' Repository.
Bingham nasceu em 1841. Em 1º de janeiro de 1843, sua mãe morreu, deixando os filhos aos cuidados de sua meia-irmã mais velha, Rosalie. A educação de Bingham veio precoce, dominando facilmente seus estudos escolares. No verão, quando tinha quatorze anos, ela deu aulas na escola no distrito de Belden e aos dezesseis, frequentou a escola em South Woodstock, Vermont. Muitas de suas composições escolares foram escritas em versos, "Farewell Sixteen", "The Island of Dreams" e "My Mother", sendo de menção especial.
Ao deixar o colégio, passou três anos em Boston e, em 1864, foi para a Universidade de St. Lawrence como preceptora. No ano seguinte, ela escreveu a história intitulada "Mignonette", que foi premiada ao competir com escritores como Caroline Mehitable Fisher Sawyer e Jane Lippitt Patterson. Na primavera de 1866, ela se casou com o Rev. Henry Bingham, de Columbus, em Wisconsin, que morreu no outono seguinte.
Em 1869, Bingham tornou-se editora do Ladies' Repository, da Universalist Publishing House de Boston. Ela foi marcada para a sucessão com Sawyer, Julia Kinney Scott, Sarah Carter Edgarton Mayo, Eliza Ann Bacon Lathrop e Nancy T. Munroe. Durante os cinco anos em que dirigiu essa revista, desenvolveu um notável registro literário. Sua especialidade era o verso, mas também demonstrou habilidade com ensaios, editoriais, contos e esboços. Um de seus melhores poemas foi "L'Envoi", uma meditação da meia-noite sobre o ano que passa; "The Human Side" e "The Divine Side" foram seu maior trabalho, colocando-a facilmente na primeira fila entre os escritores de seu tempo. Em 1875, sua saúde debilitada a obrigou a desistir de escrever e retornar à sua antiga cidade natal, onde morreu em 1877.

## Primeiros anos
Henrietta Adelaide Burrington nasceu em 29 de dezembro de 1841. Ela era a filha mais nova da segunda esposa de Asahel Burrington do Condado de Caledonia, em Vermont. No primeiro casamento do pai, veio três filhos: Rosalie Martha (Hall); Lindley Murray, um clérigo universalista; e John Quincy Adams. No segundo casamento, com Louisa Chapin Rice, veio quatro filhos: Howard Rice; Lorenzo Lester, professor da Dean Academy; Solon Orville, médico, que era o irmão mais próximo em idade; e Henrietta, a mais nova.
Com um ano de idade quando sua mãe morreu, Bingham se aproximou de sua meia-irmã. Ela era gentil e fácil de lidar, e tudo correu bem por oito anos, depois que o pai se casou. Posteriormente, a meia-irmã se casou e saiu de casa. Bingham nunca deixou de dar atenção por essa irmã.

## Educação
Bingham aprendeu a ler antes dos cinco anos. Ela sempre foi classificada com os mais velhos do que ela e, invariavelmente, ficava à frente de sua classe. Seus irmãos mais velhos, não apenasse orgulhavam de bons estudos, como também em ter Bingham em suas aulas, uma vez que, quando ela conseguia resolver algum problema difícil, ou desvendar alguma construção complicada no Paraíso Perdido de John Milton, eles não conseguiram entender. Quando criança, ela era uma grande leitora e lia ansiosamente todos os livros disponíveis para ela. Por outro lado, a leitura era seu maior defeito naqueles dias, e ela provavelmente recebeu mais críticas por ler no trabalho do que por todas as outras ofensas juntas; a maior reclamação de sua madrasta era que "sua cabeça estava sempre focada em um livro". Suas oportunidades de leitura não eram grandes. Seu pai, sendo fazendeiro, tinha poucos livros e não havia biblioteca pública na cidade; assim, seu único recurso era pedir emprestado aos vizinhos, ao qual ela se entregava com bastante liberdade.
Aos 14 anos de idade, ela deu aulas na Escola Belden. Ela gostava muito de ensinar nesta época de sua vida, e dedicava uma parte de cada ano (o verão) a esse trabalho, até que sua educação escolar terminasse. Foi durante esses anos que ela começou a desenvolver um talento literário. Ela se divertia durante suas horas de lazer escrevendo pequenas histórias e mandando-as para seus colegas de escola lerem, e ocasionalmente escrevia um pequeno poema para sua diversão. Ela era muito tímida em relação a essas produções, e nunca deixava nenhum membro da família vê-las.
Aos 16 anos, ela saiu de casa para frequentar o Green Mountain College, em South Woodstock, Vermont. Seu irmão mais velho, quando atingiu a maioridade, pegou uma parte dos ganhos do primeiro ano e foi para a escola. Ele enviou para casa relatos tão brilhantes da escola e alimentou tantas esperanças de uma educação liberal, que Henrietta começou a traçar planos semelhantes para seu futuro. Quando o segundo irmão estava fazendo arranjos para ir para South Woodstock, ela o incitou a levá-la com ele; e como ela não estava feliz em casa, e seu pai achava que não poderia ajudá-la em nada, seus irmãos decidiram alfabetizá-la, e ela foi transferida para South Woodstock. Aqui ela passou os dias mais felizes de sua vida. Ela era uma estudante cuidadosa e séria, e tinha grande prazer em seu trabalho. Seu amor precoce pela leitura foi aqui permitido em pleno alcance. Seu progresso foi rápido e completo e, muitas vezes, ela surpreendeu seus professores pela facilidade com que conseguia dominar a matemática superior e a língua francesa. Ela logo começou a mostrar sinais inconfundíveis de habilidade literária. Aqui ela escreveu muitas peças, tanto em prosa quanto em verso, destinadas a trabalhos escolares, mas que depois chegaram às impressões públicas. Aqui também ela formou os apegos mais fortes de sua vida. Sendo madura em pensamento, embora jovem em anos, ela cedo se tornou amiga íntima de seus professores, e passou a ser considerada por eles como igual, e não como aluna.

## Carreira

### Vermont

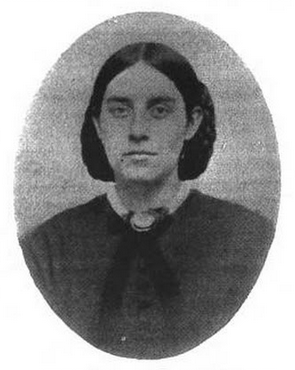
Henrietta A. Burrington

Depois de ter concluído o curso completo de estudos na escola em South Woodstock, ela se tornou sua preceptora. No decorrer desta trajetória, no entanto, ela começou a sentir que seu dever não estava nessa direção. Ela havia absorvido um amor tão forte pelo trabalho puramente literário que decidiu fazer disso sua ocupação.

### Massachusetts
Assim, no outono de 1862, ela partiu para Boston, determinada a passar o inverno seguinte lá em algum tipo de ocupação literária. Ela logo encontrou emprego na Universalist Publishing House por uma parte de seu tempo e ocupou o restante nos estudos. No inverno, ela costumava considerar o mais lucrativo de sua juventude, porque lhe dava as melhores oportunidades. Ela abraçou todas as ocasiões que estavam ao seu alcance para ouvir palestras, concertos, leituras e participar de reuniões de todos os tipos. Ela foi muito gentilmente recebida na sociedade de Boston.

### Ohio
Na primavera de 1863, ela recebeu notícias de sua meia-irmã, Sra. Rosalie Hall, então morando em Ohio, que sua família estava doente e precisava de sua ajuda. Ao chegar à casa da irmã, ela encontrou dois de seus quatro filhos muito doentes com febre tifoide, e seu pai no Exército do Tennessee, travando batalhas durante a Guerra Civil Americana. Antes que as crianças tivessem ultrapassado o ponto de perigo de sua doença, sua mãe adoeceu. Bingham, com a ajuda de vizinhos e amigos, cuidou deles até a saúde. Quando Rosalie estava convalescente, Binham também foi acometida de febre tifoide. Sua doença foi longa e dolorosa, sua recuperação foi muito lenta e sua saúde foi rompida e, posteriormente, deixou de se tornar a mulher forte e saudável que era antes.

### Universidade de St. Lawrence
Quando a família se recuperou e seus serviços não eram mais necessários, Bingham começou a procurar algum emprego, pois sua doença havia reduzido muito suas economias. Ela logo foi contratada como preceptora do departamento preparatório da Universidade de St. Lawrence, onde foi uma professora em destaque. Foi aqui que ela formou o conhecimento que resultou em seu casamento com Henry Lucius Bingham (1842-1866), em 29 de março de 1866, com um estudante de teologia na Universidade de St. Lawrence. Seu marido estava com a saúde debilitada na época e, após cinco breves meses, morreu em 5 de setembro de 1866. Sua história principal, "Mignonette", foi escrita em 1865. "The True Immortality", lida no primeiro aniversário da Sociedade Zetagathean (buscadores da verdade), da Civinity School no Tufts College, foi considerada muito capaz.
Em algum momento no outono de 1868, o escritório do The Universalist and Ladies' Repository (mais tarde, Ladies' Repository), Boston, recebeu o manuscrito de um poema lido diante de uma das sociedades literárias da Universidade de St. Lawrence. Quando o poema foi lido, foi julgado como tendo mérito de tipo incomum. O interesse despertado por este poema levou a indagações sobre o autor, de quem a revista pouco ouvia. O agente da Editora informou à editora do periódico que a autora do poema, Sra. HA Bingham, foi também a autora de "Mignonette", uma das 'Prize Series' de histórias publicadas pela casa. A editora pegou aquele livrinho pela primeira vez e encontrou nele as mesmas fortes linhas de poder traçadas no poema.

### Ladies' Repository

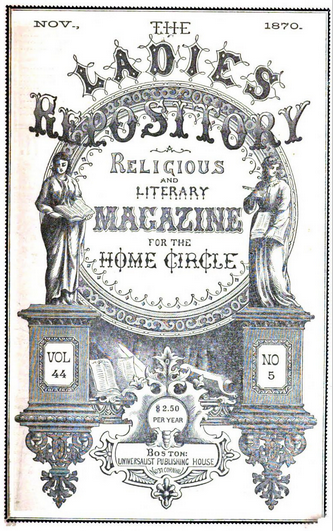
Ladies' Repository (1870)

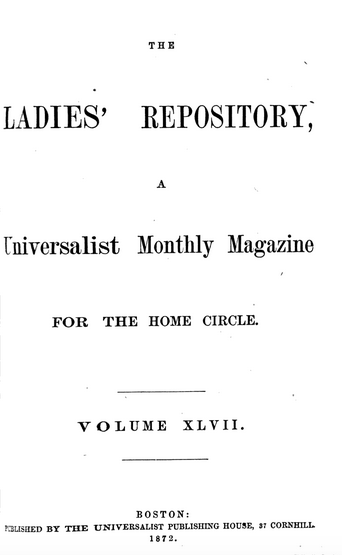
Ladies' Repository (1872)

No final de 1868, Bingham, a convite do agente da Publishing House, veio a Boston e, em janeiro de 1869, tornou-se editora da Ladies' Repository. Durante os cinco anos em que dirigiu essa revista, ela fez para si um forte registro literário. O amplo interesse e a alta vontade de expor seus pensamentos, foi acrescentado com delicadeza, calor e humor gracioso. Seu trabalho naquele periódico era da melhor qualidade. Ela era muito responsável perante a qualquer trabalho publicado na revista. A importância dada pelo seu trabalho editorial era grande. Ela não recorreu a nenhum recurso adicional para preencher as informações e economizar todo o espaço realizado de forma honesta.
Foi durante o período relativamente breve de sua editoria que ela fez seu registro como escritora. Bingham estava há muito tempo adquirindo a arte e a maestria que finalmente a marcaram para a linha sucessória com Scott, Mayo, Bacon, Sawyer e Munroe. Um volume manuscrito, contendo peças escritas a intervalos desde a idade de dezesseis anos até que ela assumiu o Depository, testemunha a longa e diligente preparação a que seus poderes foram submetidos. A história da mente e a história do coração são fotografadas por um artista inconsciente, e vemos, ao virarmos as folhas do livrinho escolhido para suas rimas de infância, como seu intelecto se abriu e sua maturidade cresceu. Os dois traços marcantes de sua obra literária mais madura, consideração e graça, aparecem muito cedo. Foi sua sorte não fazer rimas facilmente. Se ela possuísse a facilidade fatal de alguns jovens em emitir jingle, ela poderia, como eles, ter sido tentada a derramar profusamente uma fraca lavagem de tagarelice métrica, que pode ser chamada de poesia apenas pela mesma licença que permite que o som seja chamado música ou palavras eloquência. Mas seu senso de precisão e proporção impediu a inundação. De acordo com Lowell, o mais preciso e idiomático de todos os poetas, a Sra. Binghani nunca permitiu que sua musa se soltasse, mas manteve-a rigorosamente sob as rédeas da compreensão e do gosto disciplinado. Assim aconteceu que sua obra ostentava o selo de qualidade, e quando finalmente o dever profissional exigiu dela uma grande quantidade de trabalho literário, seu alto mérito uniforme provocou surpresa geral.
Durante os anos de Bingham com o Ladies' Repository, ela escreveu muita poesia que ainda não era verso. Exemplos foram "Autumnal Rain", "Spring" e "Under the Snow". Em cada um de seus poemas mais longos há golpes de poder e tensões de melodia, proféticos de realizações mais elevadas. Suas obras poéticas incluem "The Human Side" e "The Divine Side". "On the Edge of the Sea", é uma amostra de seu humor mais saudável. Poemas como "Compensation", "Divided", "Out of the Depths" e "Sunset", porque o elemento do sentimento pessoal compele a simpatia. Ela mesma estava ciente de que uma tintura tão forte de humores pessoais, especialmente quando eles se inclinam para a melancolia, é uma liga da verdadeira qualidade poética. Referindo-se aos volumes do Ladies' Repository entre 1869 e 1875 para memoriais completos de seu trabalho, seu poema mais característico e perfeitamente acabado, "L'Envoi", foi uma meditação da meia-noite sobre o ano que passava.

### Myrtle
Em dois outros departamentos de escrita em prosa, correspondência de jornais e contação de histórias para crianças, Bingham também mostrou versatilidade. O encanto e a naturalidade de seus contos e versos na publicação Myrtle a Universalist, durante o período em que editou aquele juvenil, atraiu a atenção e aguçou os elogiosos calorosos de centenas de leitores.

## Declínio e morte
Representando o estado de Massachusetts, em outubro de 1873, ela foi membro do Comitê Executivo do Primeiro Congresso da Associação para o Avanço das Mulheres.
Bingham estava enfraquecida muito antes de qualquer sinal externo aparecer, mas ela persistiu em seu trabalho literário até quase esgotar suas forças, antes de decidir ir para a casa dos pais de seu marido, em Columbus, em Wisconsin. Ela conseguiu em 12 de março de 1875. Nenhuma mudança repentina veio, mas uma decadência gradual começou. Bingham ficou cada vez mais fraca e morreu em 18 de fevereiro de 1877.